# برناردو اسپینوزا
برناردو اسپینوزا (انگلیسی: Bernardo Espinosa؛ زادهٔ ۱۱ ژوئیهٔ ۱۹۸۹) بازیکن فوتبال اهل اسپانیا است که در پست مدافع میانی برای باشگاه ژیرونا اسپانیا بازی می‌کند.